# 漫遊糙銀漢魚
漫遊糙銀漢魚，為輻鰭魚綱銀漢魚目擬銀漢魚科的其中一種，分布於西大西洋美國佛羅里達彭薩科拉海域，為熱帶魚類，棲息在底中層水域，生活習性不明。